# Département de Masaya
Le département de Masaya (en espagnol : Departamento de Masaya) est un des 15 départements du Nicaragua. Il s'étend sur 590 km2 et a une population de 386 237 hab. (estimation 2019). Sa capitale est Masaya.

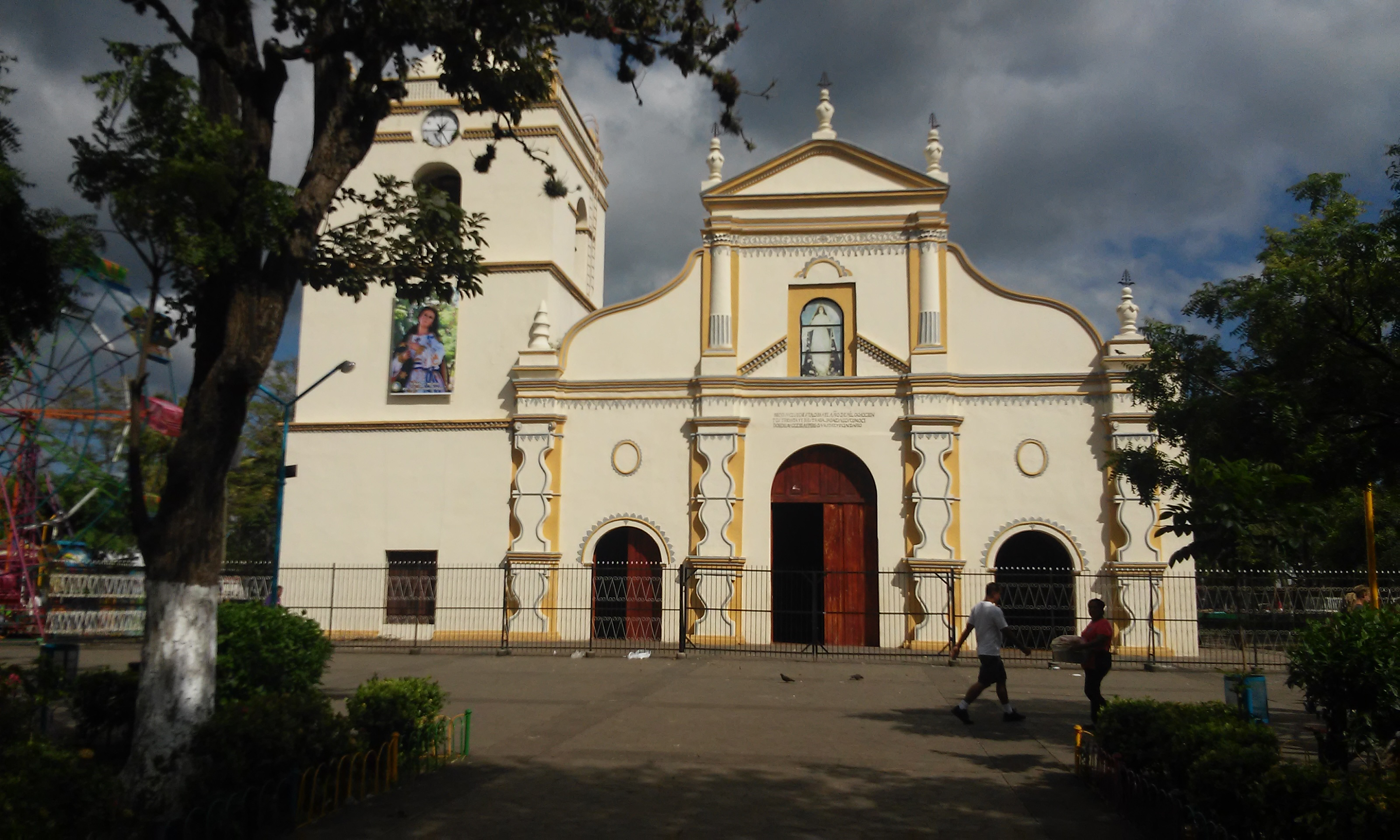
Église Masaya dans Central Park

## Géographie
Le département, qui est le moins étendu des 15 départements, est limitrophe :
- à l'ouest et au nord, du département de Managua ;
- à l'est, du département de Granada ;
- au sud, du département de Carazo.

## Municipalités
Le département est subdivisé en 9 municipalités :
- Catarina
- La Concepción
- Masatepe
- Masaya
- Nandasmo
- Nindirí
- Niquinohomo
- San Juan de Oriente
- Tisma.